# Freziera ferruginea
Freziera ferruginea  es una especie de planta con flor, árbol en la familia Theaceae. 
Es endémica de Ecuador y de Perú. Tiene amenaza por pérdida de hábitat.

## Fuente
- World Conservation Monitoring Centre 1998.  Freziera ferruginea.   2006 IUCN Lista Roja de Especies Amenazadas; bajado 21 de agosto de 2007